# ایالت تونس
ایالت تونس بخشی از امپراتوری عثمانی شامل همهٔ مغرب عربی به جز مراکش بود. برای نخستین بار عثمانی در ۱۵۳۴ میلادی تحت فرماندهی بارباروس خیرالدین پاشا تونس را گشود. عثمانی مستقیماً یک پاشا را به تونس می‌فرستاد و نیروهای ینی‌چری از او پشتیبانی می‌کردند. اگرچه به‌زودی تونس تحت رهبری یک بیگ بومی به خودمختاری رسید.